# Wereld-systeemtheorie

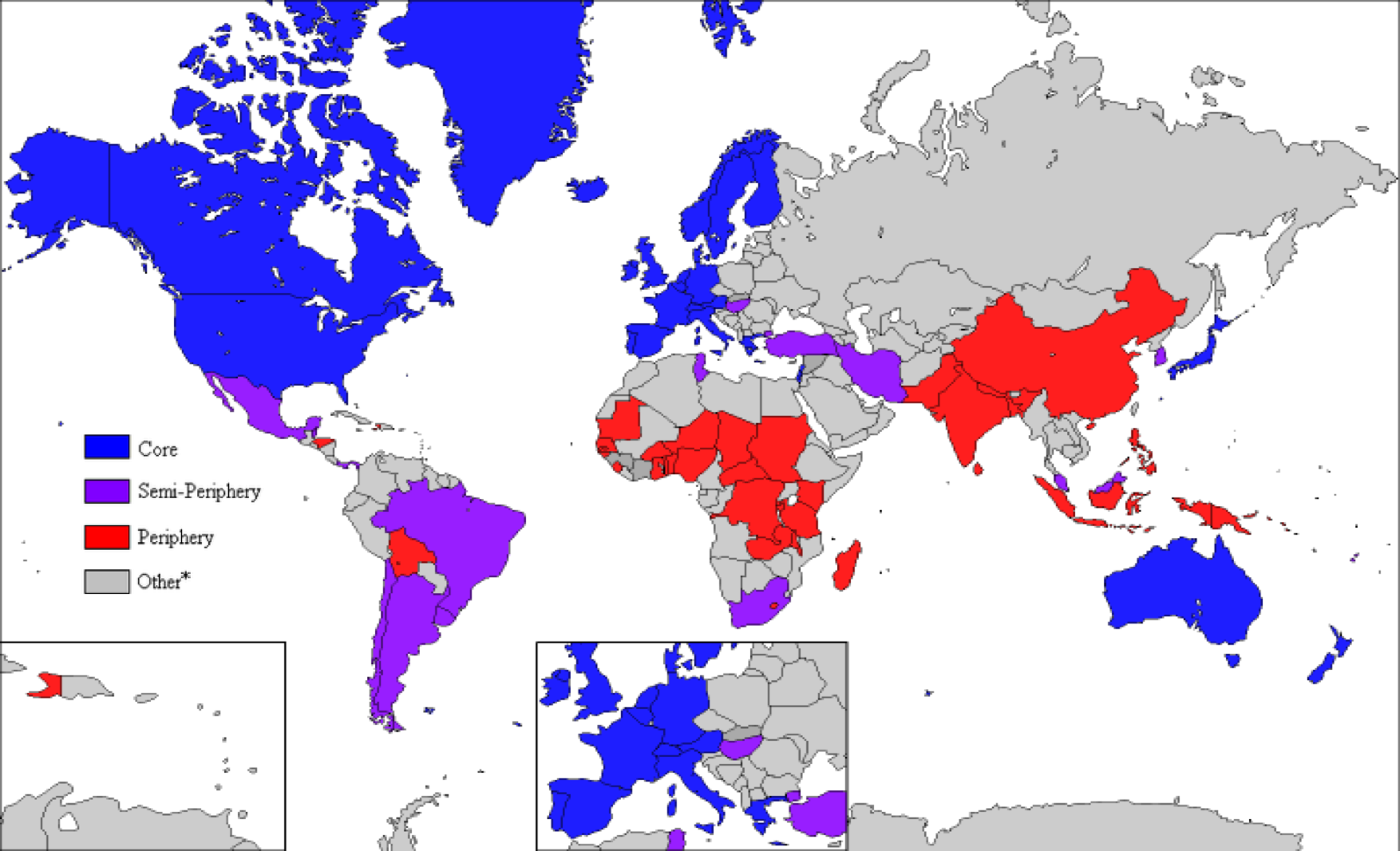
Verdeling van de wereldeconomie in kerngebieden (blauw), periferie (rood), semiperiferie (paars) en overig (grijs), in de periode 1975-2002.

De wereld-systeemtheorie of wereld-systeemanalyse is een theoretisch raamwerk in de internationale betrekkingen en de sociologie, voornamelijk ontwikkeld door Immanuel Wallerstein. De wereld-systeemtheorie bestudeert de structuur en evolutie van de kapitalistische wereld-economie. Een belangrijk thema is hierbij de wereldwijde arbeidsdeling: de verdeling van staten in leveranciers van grondstoffen, leveranciers van arbeidskracht, goederenproducenten, enzovoorts.

## Invloeden
De wereld-systeemtheorie valt onder de kritische stromingen van de internationale betrekkingen en leunt voor een deel op de theorieën van Karl Marx. Een ander deel van de theorie leunt op het werk van Franse historici van de Annales-groep, met name Fernand Braudel, over de ontwikkeling van het vroege kapitalisme van ca. 1400 tot 1800. Van Braudel werd de focus overgenomen op de longue durée, de zeer lange termijn waarin fundamentele verschuivingen in economische en politieke structuren plaatsvinden. Traditionele concepten uit de geschiedenis en sociologie, zoals natiestaat, maatschappij en klasse worden bestudeerd in deze historische context.
Daarnaast is een groot deel door Wallerstein opgetekend naar aanleiding van uitgebreide ervaring in Afrika. Als laatste belangrijke invloed is de dependencia-theorie te herkennen, waarin de uitbuitingsrelatie van de derde wereld door de eerste wereld centraal staat.
Als stroming ontstond de wereld-systeemanalyse in de jaren 70. Als mijlpalen gelden de publicatie van Wallersteins Het moderne wereld-systeem, deel I (1974) en de oprichting van het Fernand Braudel Center aan SUNY Binghamton (1976).
Wallerstein kiest in zijn werk expliciet voor een niet-disciplinaire benadering, te onderscheiden van een multidisciplinaire. Volgens hem zijn de scheidslijnen tussen antropologie, economie, politicologie, sociologie en geschiedenis gebaseerd op de liberale staatsopvatting en hinderlijk bij het bestuderen van sociale systemen in hun totaliteit.

## Centrale begrippen
De wereld-systeemtheorie bestudeert internationale ordeningen – de wereld-systemen – en die gedefinieerd worden als economische systemen met één geografische arbeidsverdeling: elk wereld-systeem beslaat onder meer gebieden waar goedkope arbeidskracht vandaan komt, gebieden waar hoogwaardige productie plaatsvindt en gebieden waar bestuurd wordt. Wereld-systeem heeft een koppelteken om een kenmerk van dit centrale begrip aan te duiden: een wereld-systeem is niet per se een systeem dat de gehele wereld omspant, maar een systeem dat een wereld op zich vormt en als een eenheid bestudeerd moet worden. Het verschil is duidelijk in de historische analyses van Wallerstein, waarin diverse wereld-systemen naast elkaar kunnen bestaan; het gaat dan om economisch geïntegreerde regio's die elkaar weinig beïnvloeden.

Wallerstein beschouwde het rijk van Karel V als de laatste (mislukte) poging om een Europees wereld-rijk te vormen

De wereld-systemen worden naar hun bestuursvorm ingedeeld in twee typen: de wereld-economie en het wereld-rijk. Een wereld-rijk is een grote, centraal bestuurde staat met duidelijke grenzen. Zo'n rijk is intern verdeeld in een kerngebied en een periferie; het kerngebied verrijkt zich door zich de overschotten van de periferie toe te eigenen. Wereld-rijken waren historisch dominant tot ca. 1500, waarna met de opkomst van het West-Europese kapitalisme de moderne wereld-economie als nieuwe organisatievorm ontstond.
In tegenstelling tot het wereld-rijk heeft de wereld-economie niet één politiek centrum maar vele. Als gevolg bestaan hier de macht van kapitaal en die van politiek naast elkaar, waar in het wereld-rijk de politiek de economie bestiert. In tegenstelling tot het tweeledige wereld-rijk wordt de wereld-economie begrepen als drieledig:
- De kerngebieden zijn de economisch meest ontwikkelde staten in het systeem, aanvankelijk West-Europa, later ook de VS en Japan.
- De periferie bestaat uit de onderworpen staten, die door kernstaten gekoloniseerd of anderszins gedomineerd worden.
- De semiperiferie vormt een overgangsgebied en bestaat uit voormalige kerngebieden in verval, zoals het Spaanse rijk na de zestiende eeuw, of juist uit voormalig perifere gebieden in ontwikkeling.

Zoals de definitie van wereld-systemen vereist, zijn de drie delen van de wereld-economie verenigd in één stelsel van arbeidsdeling: de periferie levert goedkope grondstoffen, voedsel en arbeidskracht (ten dele in de vorm van slavenarbeid); de kern produceert hoogwaardige industriële goederen en kent vrije loonarbeid. De semiperiferie is een mengvorm en vervult een politieke functie als buffer tussen kern en periferie. Evenals in het wereld-rijk stromen de overschotten voornamelijk naar de kerngebieden, waar de meeste kapitaalaccumulatie plaatsvindt. Het stelsel als geheel houdt daarom ongelijkheid in stand.
Het begrip wereld-systeem is economisch van aard. Wereld-systemen zijn doorgaans geen culturele eenheden, maar kennen een interne verscheidenheid aan culturen. Ook ideologie speelt geen rol in de definitie: Wallerstein wijst erop dat het liberalisme, de ideologische onderbouwing van het moderne wereld-systeem, pas sinds midden 19e eeuw enige dominantie geniet en dan nog alleen in de kerngebieden van het wereld-systeem.

## Ontwikkeling en structuur van het kapitalistische wereld-systeem
De ontwikkeling van het kapitalistische wereld-systeem wordt door Wallerstein beschreven als een expansie in fasen: de (respectievelijke) ontwikkelingen als imperialisme, kolonialisme, en globalisering zijn stadia in de groei van het Europese wereld-systeem naar een mondiaal systeem. Als enige wereld-systeem in de geschiedenis is het moderne kapitalisme flexibel genoeg georganiseerd om deze wereldwijde expansie mogelijk te maken. Waar wereld-rijken naast elkaar bestonden, is er maar één kapitalistisch wereld-systeem.
Hoewel het moderne wereld-systeem, anders dan de wereld-rijken, meerdere centra kent, is alsnog één land hierbinnen aan te wijzen als de hegemon, de leidende rol in het systeem. Historisch is de rol van hegemon achtereenvolgens vervuld door de Nederlandse Republiek, het Britse rijk en de Verenigde Staten.
Evenals een wereld-rijk bestaat het kapitalistische wereld-systeem uit kerngebieden (niet een, maar meerdere staten) die hegemonie uitoefenen over de overige gebieden. De internationale economische wereldorde wordt dus voorgesteld als een stelsel van afhankelijkheid en daarmee van uitbuiting. De gebieden buiten de kern worden ingedeeld in semiperiferie en periferie. De theorie behandelt de relatie tussen deze drie delen in een historisch kader dat gelijkloopt met het ontstaan van een wereldmarkt. De kerngebieden, die nu de westerse wereld omvatten, zijn de kapitaalkrachtigste gebieden en hebben vooral behoefte aan goedkope grondstoffen en voedsel die geruild worden voor onder andere hoogwaardige industriële goederen. De periferie levert de goedkope grondstoffen en voedsel en ruilt die voor de goederen uit de kern. Hierdoor worden de kerngebieden beter ten koste van de periferie gebieden. De semiperiferie bestaat uit de gebieden die kenmerken van kern en periferie combineren. Dit kunnen kerngebieden in verval zijn, of perifere gebieden in ontwikkeling. In dit model heeft slechts een klein aantal staten in de semiperiferie baat als leveranciers van de natuurlijke bronnen en grondstoffen voor de kernstaten.
De theorie gaat uit van lange aaneengesloten cycli in de wereldconjunctuur die bepalend zijn voor de ontwikkeling van de economie. Deze Kondratjevgolven van elk tussen de ongeveer 30 en 80 jaar zorgen voor eerst een opleving, de A-fase, en daarna stagnatie, de B-fase van de wereldeconomie. De opgang en neergang van deze cycli vallen samen met de opgang en neergang van hegemonieën in de wereldpolitiek, overeenkomstig de stelling van Marx dat een economische basis de maatschappelijke inrichting, in dit geval van de wereldpolitiek, bepaalt. De opgang wordt veroorzaakt door technologische innovaties die de ontwikkeling van de kapitalistisch economie versterken, zoals de ontwikkeling van de stoommachine. De neergang daarentegen wordt bepaald door drie tegenstellingen in de maatschappelijke betrekkingen:
1. de tegenstelling tussen economie en politiek, waarbij iedere staat zijn eigen positie probeert te verbeteren terwijl de belangen van de kapitalistische economie dwars door landen heen loopt. Deze tegenstelling zorgt voor een strijd tussen landen onderling om hun positie in het wereld-systeem ten opzichte van elkaar te verbeteren, zonder dat de economische relaties veranderen. Een land kan bijvoorbeeld van de semiperiferie naar de kern van de wereldeconomie verhuizen;
2. de tegenstelling tussen vraag en aanbod, waarbij een situatie van schaarste zich vertaalt in een mogelijkheid voor arbeiders om meer loon of voorzieningen te eisen, zodat de klassenverschillen worden verkleind;
3. de tegenstelling tussen kapitaal en arbeid die leidt tot een verdere expansie van de wereldeconomie en verslechterende verhoudingen tussen arbeiders en kapitalisten. Deze veroorzaakt een economische noodzaak om de productiemiddelen te verbeteren op het moment van toenemende depressies in de economie. Tegelijkertijd zorgt ook de concurrentiestrijd tussen bedrijven ervoor dat er steeds meer arbeidsbesparende innovaties ontstaan. Vooral ten tijde van deze crises ontstaat een reserveleger van werklozen waarbij arbeidsmigratie zodoende de positie van het kapitaal tegenover die van de arbeiders versterkt. Naast de Kondratjevcycli kent de geschiedenis van het kapitalisme nog een andere golfbeweging, geobserveerd door Braudel. De accumulatiecycli van deze beweging bestaan uit twee fasen:

- een opgaande fase van materiële expansie, waarin het productieapparaat van de voornaamste kapitalistische centra wordt uitgebreid en gebruikt om welvaart te produceren;
- een neergaande fase van financiële expansie, waarin de kapitalisten zich gaan toeleggen op bankieren, speculatie en andere niet-productieve activiteiten.

Op de fase van financiële expansie volgt een crisis, die het centrum niet te boven komt, waarna een andere regio in de kern van het wereld-systeem het nieuwe centrum wordt. Giovanni Arrighi geeft de voorkeur aan deze cycli voor historische analyses boven de Kondratjevgolven, omdat ze beter samenvallen met historische ontwikkelingen. Hij ontwaart vier overlappende cycli, de Genuese (15e-begin 17e eeuw), de Nederlandse (eind 16e-eind 18e eeuw), de Britse (midden 18e-begin 20e eeuw) en de Amerikaanse (vanaf eind 18e eeuw, sinds de jaren 70 in de financiële fase).

## Historische wereld-systemen
Sommige kerngebieden kunnen zo sterk worden dat ze hegemonie uitoefenen over de andere spelers in het systeem. Uniek aan het kapitalisme is echter dat dergelijke hegemonie niet leidt tot de vorming van een imperium, zoals dat in andere historische gevallen van economische integratie is gebeurd. Het oude China, gedurende lange tijd de grootste economie ter wereld, is hiervan het belangrijkste voorbeeld.
Het kapitalistische wereld-systeem ontstond volgens Wallerstein uit de crisis in de feodaliteit van de late middeleeuwen. Inmiddels is het kapitalisme zelf in een crisis beland, die al sinds het begin van de 20e eeuw voortduurt. De Russische Revolutie van 1917 was de symbolische ontsteking van deze crisis. Wallerstein waagt zich niet aan voorspellingen omtrent een spoedig einde aan het kapitalisme: integendeel, het systeem is sterker dan ooit, en een koele, analyserende houding voorkomt desillusie over de mogelijkheid tot systemische verandering.
Vanaf het einde van de Tweede Wereldoorlog zijn de Verenigde Staten de wereldhegemoon. In deze positie hebben zij zich als kern van het wereld-systeem kunnen ontwikkelen ten koste van de periferie. Vanaf de jaren zeventig bevindt de economie zich echter in de B-fase van de economische cyclus waarbij de positie van de Verenigde Staten afneemt ten opzichte van andere kernlanden en opkomende landen uit de Arabische wereld. Wallerstein plaatst de pogingen van de VS om haar positie door militair in te grijpen in Afghanistan en Irak te handhaven in deze neergang. In deze tijd waarin de structurele zwakte van het het Wereld-systeem duidelijk wordt ziet Wallerstein dan ook de mogelijkheid om de structuur van het Wereld-systeem te veranderen.

## Personen
Naast Wallerstein gelden of golden Giovanni Arrighi, Terence Hopkins en Beverly Silver. In Nederland gold Bart Tromp als belangrijkste wereld-systeemdenker.

## Kritiek
Kritiek op de wereld-systeemtheorie richt zich vooral op het deterministische karakter van de verhoudingen en de rol van het kapitalistische wereld-systeem. Daarnaast is het vaak niet duidelijk wanneer er sprake is van de semiperiferie. Desondanks is de wereld-systeemtheorie een belangrijke theorie binnen de huidige internationale betrekkingen.